# Орлы (Волгоградская область)
Орлы — хутор в составе городского округа город Михайловка Волгоградской области.
Население — 324 (2010)

## История
Первоначально известен как станица Орловская. Дата основания не установлена. Станица впервые отмечена на большой карте Российской империи 1812 года. Станица Орловская относилась к Усть-Медведицкому округу Земли Войска Донского (с 1870 — Область Войска Донского). В 1859 году в станице проживало 783 мужчины и 830 женщин, имелась церковь.
К 1873 году Орловский юрт был расформирован. Населённый пункт был включён в юрт станицы Сергиевской
Согласно переписи населения 1897 года на хуторе Орловском станицы Сергиевской проживало 933 мужчины и 943 женщины, из них грамотных: мужчин — 301, женщин — 34.
Согласно алфавитному списку населённых мест Области Войска Донского 1915 года на хуторе имелось хуторское правление, церковь, народное училище, церковно-приходская школа, кирпичный завод, проживало 1007 мужчин и 1026 женщин, земельный надел составлял 12284 десятины. Станицу обслуживало Сенновское почтово-телеграфное отделение.
В 1928 году хутор был включён в состав Берёзовского района Хопёрского округа (упразднён в 1930 году) Нижне-Волжского края (с 1934 года — Сталинградский край). В 1935 году Орловский сельсовет был передан в состав Комсомольского района Сталинградского края (с 1936 года — Сталинградской области). На основании Указа Президиума Верховного Совета РСФСР от 18 июня 1954 года № 774/83 «Об объединении сельских советов Сталинградской области» и решения облисполкома от 24 июня 1954 года № 15/801 исполком облсовета принял решение объединить Сенновский, Орловский и Башкирский сельсоветы в один Сенновский сельсовет, центр хутор Сенной, с включением в Сенновский сельсовет следующих населенных пунктов — хутора Сенной, Орлы, Пудовский, село Башкирка. В 1959 году Комсомольский район был упразднен, а его территория передана в состав Даниловского района Сталинградской области. Указом Президиума Верховного Совета РСФСР от 01 февраля 1963 года и на основании решения Волгоградского облисполкома от 07 февраля 1963 года № 3/55 «Об укрупнении сельских районов и изменении подчиненности районов и городов Волгоградской области» Сенновский сельсовет бывшего Даниловского района был включён в состав Михайловского района.
В 2012 году хутор Орлы включён в состав городского округа город Михайловка

## География
Хутор расположен в степи, на востоке городского округа город Михайловка, на правом берегу реки Медведицы. Рельеф местности равнинный, практически плоский, имеет слабый уклон к реке. К юго-западу и востоку — пойменные леса. Отдельные участки местности заболочены. Высота центра населённого пункта около 85 метров над уровнем моря. Почвы — пойменные нейтральные и слабокислые.
Географическое положение
По автомобильным дорогам расстояние до административного центра городского округа города Михайловки — 50 км, до областного центра города Волгограда — 240 км.
Ближайшие населённые пункты (расстояния по прямой): в 4,5 км к северо-востоку расположена станица Сергиевская, в 8,2 км к северо-западу — хутор Сенной, на противоположном берегу Медведицы в 5 км к востоку расположен хутор Заполянский, в 5,2 к западу — хутор Раздоры,.

## Население
Динамика численности населения по годам:
| 1859 | 1873 | 1897 | 1915 | 1987 | 2002 |
| ---- | ---- | ---- | ---- | ---- | ---- |
| 1613 | 1944 | 1876 | 2033 | ≈480 | 353  |

| 2010 |
| ---- |
| 324  |

## Транспорт
К хутору имеется 4,5 км подъезд от автодороги Даниловка — Михайловка.